# Clay-Ashland
Clay-Ashland ist eine Kleinstadt in der westafrikanischen Republik Liberia im Montserrado County.
Der Ort Clay-Ashland befindet sich etwa 16 Kilometer nördlich der Hauptstadt Monrovia am Ufer des Saint Paul River. Der Ortsname erinnert an den vermögenden Plantagenbesitzer, Rechtsanwalt, Politiker und Senator Henry Clay aus Lexington (Kentucky), er war Mitbegründer der American Colonization Society, Ashland war der feudale Wohnsitz Clays in Lexington (Kentucky).

Auf Antrag der Kentucky-Fraktion der American Colonization Society wurde 1846 eine etwa 100 Quadratkilometer umfassende Fläche von den Kru erworben, um die Gründung der Kolonie Kentucky in Afrika zu ermöglichen. Als Hauptort dieser neuen Kolonie wurde der Ort Clay-Ashland bestimmt und mit Übersiedlern aus dem US-Bundesstaat Kentucky aufgebaut.
Die Siedler waren sehr erfolgreich beim Aufbau von Plantagen für den Anbau von Zuckerrohr, Kaffee und Ingwer.
Der ländlich geprägte Ort Clay-Ashland war der Lebensmittelpunkt zweier liberianischer Präsidenten: Alfred F. Russell (9. Präsident) und William D. Coleman (13. Präsident). Der Ort verfügt mit der Ruine des „Masonic Temple of Clay-Asland“ über ein Baudenkmal aus der Glanzzeit im späten 19. Jahrhundert. Im Jahr 1869 wurde in „Clay-Ashland“ die True Whig Party gegründet, sie war die Staatspartei der Ameriko-Liberianer.
Die Internatsschule Ricks Institute wurde 1887 gegründet und gilt als traditionsreiche Bildungseinrichtung in der westafrikanischen Republik Liberia.
Am linken Ufer des Saint Paul River führt die in den 1960er Jahren erbaute Bahnlinie der Bong-Mining-Bahn entlang.